# ایش یاتریم
ایش یاتریم (به ترکی استانبولی: İş Yatırım) شرکت خدمات مالی ترکیه‌ای است، که در زمینه ارائه خدمات بانکداری سرمایه‌گذاری، مدیریت دارایی، مدیریت سرمایه‌گذاری و کارگزاری بورس فعالیت می‌کند. 
شرکت ایش یاتریم در سال ۱۹۹۶ به‌عنوان بازوی ارائه خدمات بانکداری سرمایه‌گذاری ترکیه ایش بانکاسی تأسیس شد.
دفتر مرکزی این شرکت در شهر بشکطاش، استانبول، ترکیه قرار دارد و بخشی از سهام آن در بازار بورس استانبول معامله می‌شود.